# Caulastraea echinulata
Caulastraea echinulata är en korallart som först beskrevs av Milne Edwards och Jules Haime 1849.  Caulastraea echinulata ingår i släktet Caulastraea och familjen Faviidae. Inga underarter finns listade i Catalogue of Life.